# 稲葉四郎
稲葉 四郎（いなば しろう、1885年〈明治18年〉12月15日 - 1948年〈昭和23年〉3月13日）は、日本陸軍の軍人。最終階級は陸軍中将。

## 経歴
大阪府出身。大阪陸軍地方幼年学校、中央幼年学校を経て、1905年（明治38年）11月、陸軍士官学校（第18期）を卒業。翌年6月、騎兵少尉に任官し騎兵第4連隊付となる。1912年（大正元年）11月、陸軍大学校（第24期）を卒業した。
1913年（大正2年）12月、陸軍省軍務局付勤務となり、騎兵第4連隊中隊長、第15師団参謀、参謀本部員、中国政府応聘、陸軍騎兵学校教官、軍務局課員などを経て、1925年（大正14年）11月から一年間、陸大専攻学生として学んだ。1926年（大正15年）12月、騎兵監部員となり、フランス出張、騎兵第16連隊長を経て、1929年（昭和4年）8月、騎兵大佐に昇進。1930年（昭和5年）12月、騎兵監部員に就任し、騎兵学校教育部長、同校幹事を歴任し、1934年（昭和9年）3月、陸軍少将に進級。
1935年（昭和10年）3月、騎兵第4旅団長となり満州に赴任し、騎兵学校長を経て、1937年（昭和12年）8月、陸軍中将となり騎兵集団長に就任。同年12月、第6師団長に親補され武漢作戦などに参加。1939年（昭和14年）12月、東京防衛司令官、1940年（昭和15年）8月、東部軍司令官を歴任し、1941年（昭和16年）10月に待命。同年12月、予備役に編入された。1944年（昭和19年）3月から翌年8月まで賀陽宮家別当を務めた。
1947年（昭和22年）11月28日、公職追放仮指定を受けた。

## 栄典
勲章等
- 1940年（昭和15年）8月15日 - 紀元二千六百年祝典記念章[7]

外国勲章佩用允許
- 1941年（昭和16年）12月9日 - 満州帝国：建国神廟創建記念章[8]